# Circuit de Nardò
Le circuit de Nardò (en italien : Pista di prova di Nardò della Fiat) est un circuit automobile construit en 1975 et destiné aux essais automobiles. Il est localisé à une vingtaine de kilomètres au nord-ouest de la ville italienne de Nardò, dans la région sud des Pouilles. Il a été racheté en 2012 par Porsche Engineering (en), une filiale du constructeur automobile Porsche, à son ancien propriétaire Prototipo SpA. Actuellement son nom officiel est Nardò Technical Center.

## Description
Le circuit est principalement constitué d'un anneau de vitesse circulaire de 4 km de diamètre et 12,5 km de circonférence et il possède quatre pistes pour les voitures et les motos, d'une largeur totale de 16 m, et une piste intérieure séparée de 9 m de large pour les camions. Le « banking » (inclinaison) des pistes pour voitures et motos permet de rouler jusqu'à 240 km/h sans avoir besoin de tourner le volant du véhicule pour garder sa trajectoire. En résumé, chaque piste possède une « vitesse neutre » propre qui permet de piloter les véhicules comme sur une ligne droite. Au dessus de la vitesse neutre, les pilotes doivent agir sur le volant. Par exemple, lorsque le roadster Koenigsegg CCR a battu le record de vitesse du circuit de Nardo pour un véhicule de série, le volant était braqué à un angle de 30°.
Les vitesses neutres des quatre pistes sont respectivement :
- Piste 1 : 100 km/h
- Piste 2 : 140 km/h
- Piste 3 : 190 km/h
- Piste 4 : 240 km/h

Pendant les jours d'activité normale du circuit, la vitesse maximale autorisée sur l'anneau est 240 km/h. Les vitesse supérieures ne sont autorisées que pendant les séances privées.
La vitesse neutre de la piste pour camions va de 80 km/h à 140 km/h (de l'intérieur à l'extérieur de la piste).
Dans le 18e épisode de la saison 2012 de Top Gear, Jeremy Clarkson, Richard Hammond et James May ont piloté sur le circuit  une Lamborghini Aventador, une Noble M600 et une McLaren MP4-12C, respectivement, pour mesurer les vitesses maximales de ces voitures.
Au début des années 2000, lors des essais de mise au point moteur de la future Bugatti Veyron, le pilote d’essai Loris Bicocchi eut un accident à 400 km/h sur le circuit